# لياندرو فارياس
لياندرو فارياس (بالبرتغالية: Leandro Farias‏) (18 أكتوبر 1983 ببورتو أليغري في البرازيل - ) هو لاعب كرة قدم برازيلي في مركز الهجوم. شارك مع منتخب توغو لكرة القدم. أما مع النوادي، فقد لعب مع نادي أفاي لكرة القدم ونادي شابيكوينسي ونادي شريف تيراسبول ونادي كريسيوما ونادي موجي ميريم وإسبورتي بيلوتاس ‏ وClube Atlético Metropolitano ‏ ونادي بروسكه وأمريكا دي ناتال ‏.